# Henric al V-lea, Conte de Gorizia
Henric al V-lea (d. 1362), aparținând Casei de Gorizia, a fost conte de Gorizia din 1338 până la moarte. 

## Biografie
Henric al V-lea a fost fiul din a doua căsătorie a contelui Albert al II-lea de Gorizia cu Eufemia de Mätsch.
În 1338 Henric a preluat împreună cu frații săi, Meinhard al VI-lea și Albert al III-lea, moștenirea vărului lor Ioan Henric al IV-lea de Gorizia. În 1349 Henric a primit funcția de căpitan general în Friuli. 
Henric al V-lea a fost căsătorit cu Cigliola de Carrara, fiica unui duce Iacob. 